# Svenska mästerskapen i kortbanesimning 1969
Svenska mästerskapen i kortbanesimning 1969 avgjordes i Borlänge 1969. Det var den sjuttonde upplagan av kortbane-SM.

## Medaljsummering

### Herrar
| Gren            | Guld                         | Guld                         |
| 200 m frisim    | Gunnar Larsson 1.57,4        | Malmö S                      |
| 800 m frisim    | Gunnar Larsson 8.48,0        | Malmö S                      |
| 200 m fjärilsim | Bo Westergren 2.13,8         | Stockholmspolisens IF        |
| 200 m ryggsim   | Gunnar Larsson 2.15,4        | Malmö S                      |
| 200 m bröstsim  | Tomas Johnsson 2.31,4        | Skövde SS                    |
| 200 m medley    | Hans Ljungberg 2.14,6        | Malmö S                      |
| 4x100 m frisim  | Luleå SS 3.44,2              | Luleå SS 3.44,2              |
| 4x100 m medley  | Stockholmspolisens IF 4.14,4 | Stockholmspolisens IF 4.14,4 |

### Damer
| Gren            | Guld                         | Guld                         |
| 200 m frisim    | Vera Kock 2.16,2             | Timrå AIF                    |
| 800 m frisim    | Vera Kock 10.06,8            | Timrå AIF                    |
| 200 m fjärilsim | Ingrid Gustavsson 2.39,4     | Luleå SS                     |
| 200 m ryggsim   | Eva Folkesson 2.36,1         | Kristianstads SLS            |
| 200 m bröstsim  | Yvonne Brage 2.47,4          | Skövde SS                    |
| 200 m medley    | Anita Zarnowiecki 2.38,6     | Simklubben S02               |
| 4x100 m frisim  | Västerås SS 4.22,6           | Västerås SS 4.22,6           |
| 4x100 m medley  | Stockholmspolisens IF 4.50,2 | Stockholmspolisens IF 4.50,2 |